# Шоколатин
Шоколатин — французький хлібобулочний виріб з шоколадом. «Chocolatine», «pain au chocolat» — варіації французької назви, дослівно перекладається як «шоколадний хліб» або «булочка з шоколадом». Являє собою рол з листкового тіста з шоколадною начинкою. Такі булочки з шоколадом відомі найбільше на південному заході Франції та в Канаді. Виготовляються з такого ж листкового тіста, що і круасани. Часто продаються ще гарячими або теплими з печі. Знайти булочки можна в пекарнях та супермаркетах.

## Походження назви
На думку французів, на формування назви булочок вплинули англійці. Так, в XV столітті моряки, що висадилися в Аквитанії, попросили пекарів приготувати шоколад в хлібі — chocolate in bread, що французи з часом скоротили до «chocolate in». Так і з'явилося назви Шоколатин.
Є й інша думка, згідно з яким булочки у Франції були завезені австрійським підприємцем Августом Зангом у 1830-х роках.

## Інші назви
У Франції назва варіюється в залежності від регіону:
- В О-де-Франс і в Ельзасі використовується слово «petit pain au chocolat» — маленька булочка з шоколадом.
- У центральній Франції і в Парижі використовується слово «pain au chocolat» — булочка з шоколадом.
- На південному заході Франції і в Канаді використовується слово «chocolatine» — шоколатин.
- У Лотарингії використовується слово «croissant au chocolat» — круасан з шоколадом.

## Реалізація
Шоколатин продається в супермаркетах та магазинах товарів повсякденного попиту або в кондитерських.
- У Тунісі, Алжирі, Марокко, Нідерландах, Бельгії, Норвегії, Ірландії, Данії та Великій Британії вони продаються в більшості пекарень, супермаркетах і кафе.
- У Німеччині вони продаються рідше, ніж шоколадні круасани, але обидва називаються «Schokoladencroissant».
- У Сполучених Штатах і часто в Канаді їх зазвичай називають «шоколадними круасанами».
- У бельгійському регіоні Фландрія вони продаються в більшості пекарень і називаються «chocoladekoek» або «chocoladebroodje».
- У Португалії та Іспанії вони продаються в пекарнях та супермаркетах і називаються Наполітано (тобто з Неаполя).
- У Мексиці вони також найчастіше зустрічаються в пекарнях та супермаркетах і відомі як шоколадні цукерки.
- В Австралії та Новій Зеландії їх зазвичай називають «шоколадними круасанами», і вони продаються свіжоспеченими в більшості пекарень та супермаркетів.